# Lo speziale
Lo speziale (deutsch: Der Apotheker; Hob. XXVIII:3) ist eine Opera buffa (Originalbezeichnung: „Dramma giocoso“) in drei Akten und fünf Bildern von Joseph Haydn. Hin und wieder wird die Oper auch in einer einaktigen Bearbeitung aufgeführt. Ob das Libretto, wie vereinzelt angegeben, tatsächlich von Carlo Goldoni verfasst wurde, ist umstritten. Einig ist sich die Fachwelt aber darin, dass von ihm zumindest die Vorlage stammt. Auch hinsichtlich des Tages der Uraufführung gehen die Angaben auseinander. Sicher scheint nur zu sein, dass das Werk im Jahr 1768 auf Schloss Esterhazy zum ersten Mal über die Bühne ging.

## Handlung

### Erster Akt
Der Apotheker Sempronio hat die besten Jahre seines Lebens längst hinter sich, und da bekanntlich Alter vor Torheit nicht schützt, hat er ein Auge auf sein reizendes Mündel Grilletta geworfen. Aber Sempronio ist nicht der Einzige, der es auf die Schöne abgesehen hat, denn da wären noch der reiche Stutzer Volpino und der Apothekengehilfe Mengone. Letzterer arbeitet nur wegen seiner Angebeteten in der Apotheke. Von Pharmazie dagegen versteht er reichlich wenig.
Plötzlich betritt Volpino den Verkaufsraum und legt Grilletta, die dort gerade arbeitet, ein paar Rezepte vor, die er sich selbst ausgestellt hat. In Wahrheit ist er nur auf ein Stelldichein mit dem schönen Mädchen erpicht. Doch dabei ist er nicht erfolgreich, denn Grilletta gibt ihm deutlich zu verstehen, dass er keinesfalls ihr Typ ist. Wütend macht sich Volpino aus dem Staub.
Kaum ist er weg, da taucht auch schon Grillettas zweiter Verehrer auf. Er ist zwar einerseits in das Mädchen verknallt, andererseits aber so schüchtern, dass er ihr nicht seine Liebe gestehen kann. Da ergreift Grilletta die Initiative und fordert ihn auf, endlich einmal aus sich herauszugehen und bei ihrem Vormund um ihre Hand anzuhalten. Mengone fühlt sich wie im siebten Himmel und nimmt Grilletta in die Arme. Als sich das Paar leidenschaftlich küsst, taucht der alte Apotheker auf und treibt die beiden auseinander.

### Zweiter Akt
Volpino gibt nicht auf, Grilletta zu erobern. Er hat einen neuen Plan geschmiedet: Er sucht jetzt Sempronio persönlich auf und will ihm weismachen, der türkische Sultan sei auf der Suche nach einem neuen Apotheker, und dafür sei kein anderer geeigneter als er, Sempronio. Dieser fühlt sich zunächst geschmeichelt und zeigt sich einverstanden. Als er aber den Preis dafür hört – Volpino will Grillettas Hand als Vermittlungsgebühr –, kommen ihm doch Bedenken. Grilletta will er sich keinesfalls entgehen lassen. Flugs schickt er seinen Gehilfen fort, einen Notar zu holen, der die Ehe besiegeln darf.
Sempronio ist höchst überrascht, als plötzlich zwei Notare bei ihm Einlass begehren. Als solche haben sich die beiden Liebhaber Grillettas verkleidet, weil jeder von ihnen darauf aus ist, als Ehemann den Kontrakt zu unterzeichnen. Doch der alte Apotheker lässt sich nicht so leicht ins Bockshorn jagen. Er erkennt den Schwindel und jagt die beiden davon.

### Dritter Akt
All seine Pläne, Grilletta zu erobern, sind bisher gescheitert; doch Volpino gibt nicht so schnell auf. Er und seine Diener verkleiden sich als türkische Edelleute und begeben sich zur Apotheke. Gegenüber Sempronio gibt sich Volpino als reicher Pascha aus, der den Laden zu kaufen gedenkt. In Wahrheit jedoch verfolgt er den Plan, das Objekt seiner Begierde, nämlich Grilletta, zu entführen. Als sich Sempronio energisch zur Wehr setzt, geraten die vermeintlichen Türken derart in Rage, dass sie damit beginnen, die Einrichtung zu demolieren. Sempronio ist machtlos und kann nur noch laut um Hilfe rufen. Mengone erhört ihn zwar, verlangt aber, dass er ihm Grilletta zur Frau gebe. Dem verzweifelten Sempronio bleibt in seiner Lage nichts anderes mehr übrig, als dieser Bitte nachzukommen.
Mengone hat sogleich das falsche Spiel der „Türken“ durchschaut. Als er Volpino mit einer Klage auf Schadenersatz droht, zieht dieser es vor, flugs mit seinen Mannen das Weite zu suchen.
Mengone und Grilletta geben sich den Verlobungskuss.

## Musik
Die Musik des dritten Akts ist unvollständig.
Haydn hat seine Oper durchkomponiert. Die einzelnen Arien und Ensembles sind durch Secco-Rezitative und von Streichern begleitete Accompagnati miteinander verbunden. Im Finale gesellen sich Triangel und Trommel dazu, um ein orientalisches Kolorit (Janitscharenmusik) anzudeuten.

## Instrumentation
Die Orchesterbesetzung der Oper enthält die folgenden Instrumente:

- Holzbläser: zwei Flöten, zwei Oboen, Fagott
- Blechbläser: zwei Hörner
- Streicher
- Basso continuo

## Tonträger
- (CD) Joseph Haydn: „Der Apotheker“, Berlin Classics EAN 782124171223, Aufnahme in italienischer Sprache.